# Calamus nicobaricus
Calamus nicobaricus är en enhjärtbladig växtart som beskrevs av Odoardo Beccari. Calamus nicobaricus ingår i släktet Calamus och familjen Arecaceae. Inga underarter finns listade i Catalogue of Life.